# Liguanea pediodromia
Liguanea pediodromia es una especie de mantis de la familia Thespidae.

## Distribución geográfica
Se encuentra en Jamaica.